# Baca County
Das Baca County ist die südöstlichste Verwaltungseinheit im Bundesstaat Colorado der Vereinigten Staaten, die wie der Staat selbst einen nahezu gleichmäßigen Grenzverlauf in Form eines Rechtecks hat. Der Sitz der Countyverwaltung (County Seat) ist in Springfield.

## Geographie
Das County liegt südlich des Arkansas River, grenzt an den Bezirk Las Animas im Westen sowie an Bent und Prowers im Norden. Die Bezirksgrenzen im Süden und Osten sind zugleich die Staatsgrenzen von Colorado, an die sich die Länder Kansas, Oklahoma und im Südwesten zu einem sehr kleinen Teil New Mexico anschließen.
Baca ging 1889 aus dem östlichen Teil von Las Animas hervor und hat seinen Verwaltungssitz in Springfield.
| Bent County               | Prowers County             |                                                 |
| Las Animas County         |                            | Stanton County (Kansas), Morton County (Kansas) |
| Union County (New Mexico) | Cimarron County (Oklahoma) |                                                 |

## Demografische Daten

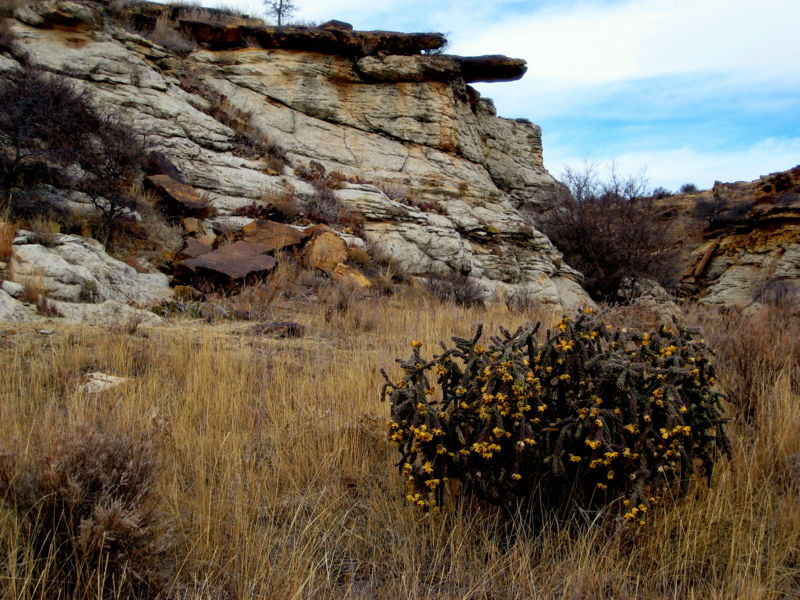
Der Picture Canyon im Comanche National Grassland

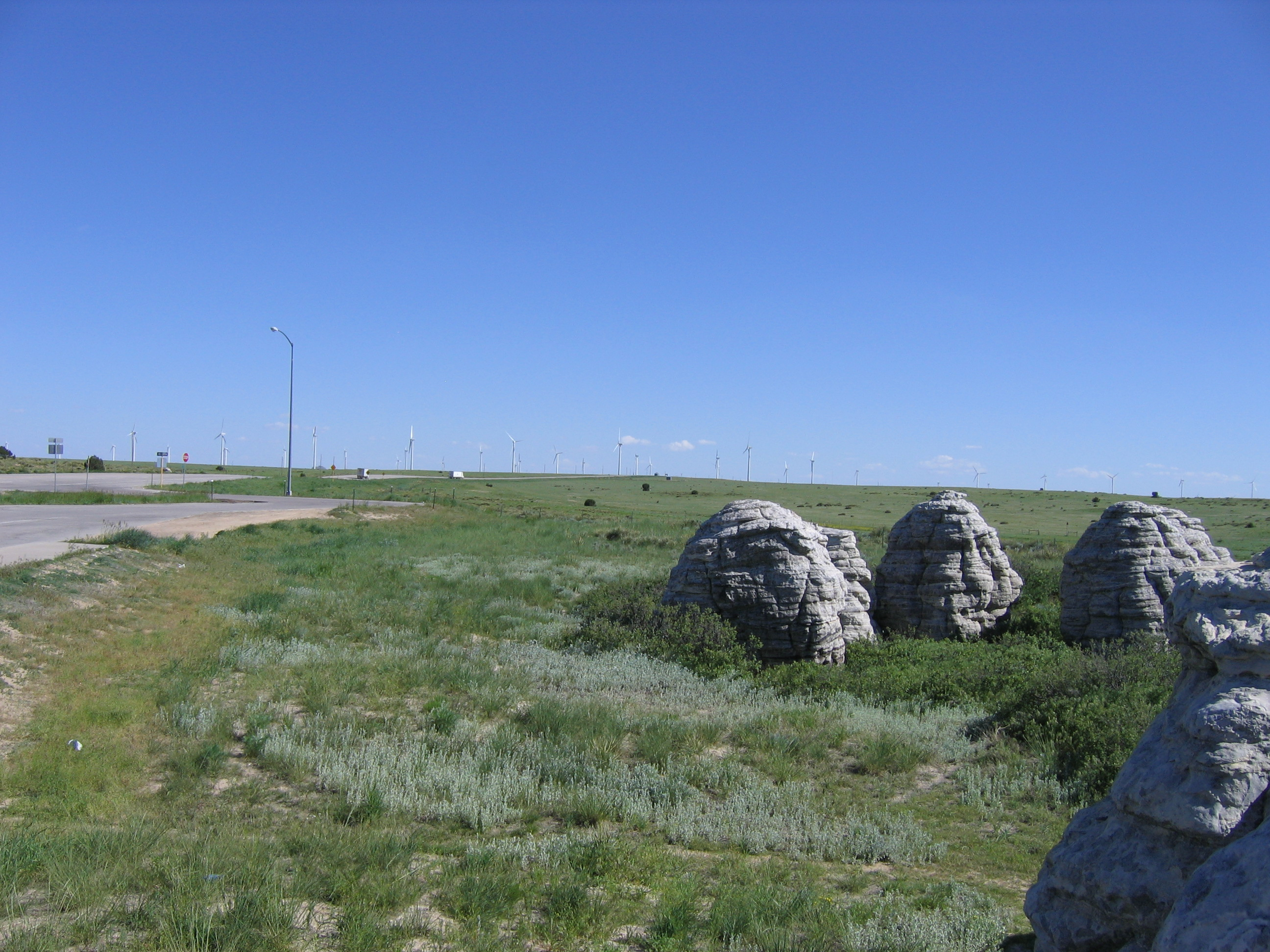
Windpark an der U.S. Route 287

Nach der Volkszählung im Jahr 2000 lebten im County 4.517 Menschen. Es gab 1.905 Haushalte und 1.268 Familien. Die Bevölkerungsdichte betrug 1 Einwohner pro Quadratkilometer. Ethnisch betrachtet setzte sich die Bevölkerung zusammen aus 93,73 Prozent Weißen, 0,04 Prozent Afroamerikanern, 1,20 Prozent amerikanischen Ureinwohnern, 0,15 Prozent Asiaten, 0,09 Prozent Bewohnern aus dem pazifischen Inselraum und 2,99 Prozent aus anderen ethnischen Gruppen; 1,79 Prozent stammten von zwei oder mehr Ethnien ab. 7,02 Prozent der Bevölkerung waren spanischer oder lateinamerikanischer Abstammung.
Von den 1.905 Haushalten hatten 28,4 Prozent Kinder und Jugendliche unter 18 Jahre, die bei ihnen lebten. 56,8 Prozent waren verheiratete, zusammenlebende Paare, 7,5 Prozent waren allein erziehende Mütter. 33,4 Prozent waren keine Familien. 30,4 Prozent waren Singlehaushalte und in 15,7 Prozent lebten Menschen im Alter von 65 Jahren oder darüber. Die Durchschnittshaushaltsgröße betrug 2,33 und die durchschnittliche Familiengröße lag bei 2,90 Personen.
Auf das gesamte County bezogen setzte sich die Bevölkerung zusammen aus 24,5 Prozent Einwohnern unter 18 Jahren, 5,9 Prozent zwischen 18 und 24 Jahren, 22,7 Prozent zwischen 25 und 44 Jahren, 24,5 Prozent zwischen 45 und 64 Jahren und 22,4 Prozent waren 65 Jahre alt oder darüber. Das Durchschnittsalter betrug 43 Jahre. Auf 100 weibliche Personen kamen 99,0 männliche Personen, auf 100 Frauen im Alter ab 18 Jahren kamen statistisch 95,5 Männer.
Das jährliche Durchschnittseinkommen eines Haushalts betrug 28.099 USD, das Durchschnittseinkommen der Familien betrug 34.018 USD. Männer hatten ein Durchschnittseinkommen von 23.169 USD, Frauen 18.292 USD. Das Prokopfeinkommen betrug 15.068 USD. 16,9 Prozent der Bevölkerung und 12,9 Prozent der Familien lebten unterhalb der Armutsgrenze. Darunter waren 21,6 Prozent der Bevölkerung unter 18 Jahren und 13,3 Prozent der Einwohner ab 65 Jahren.

## Kultur und Sehenswürdigkeiten

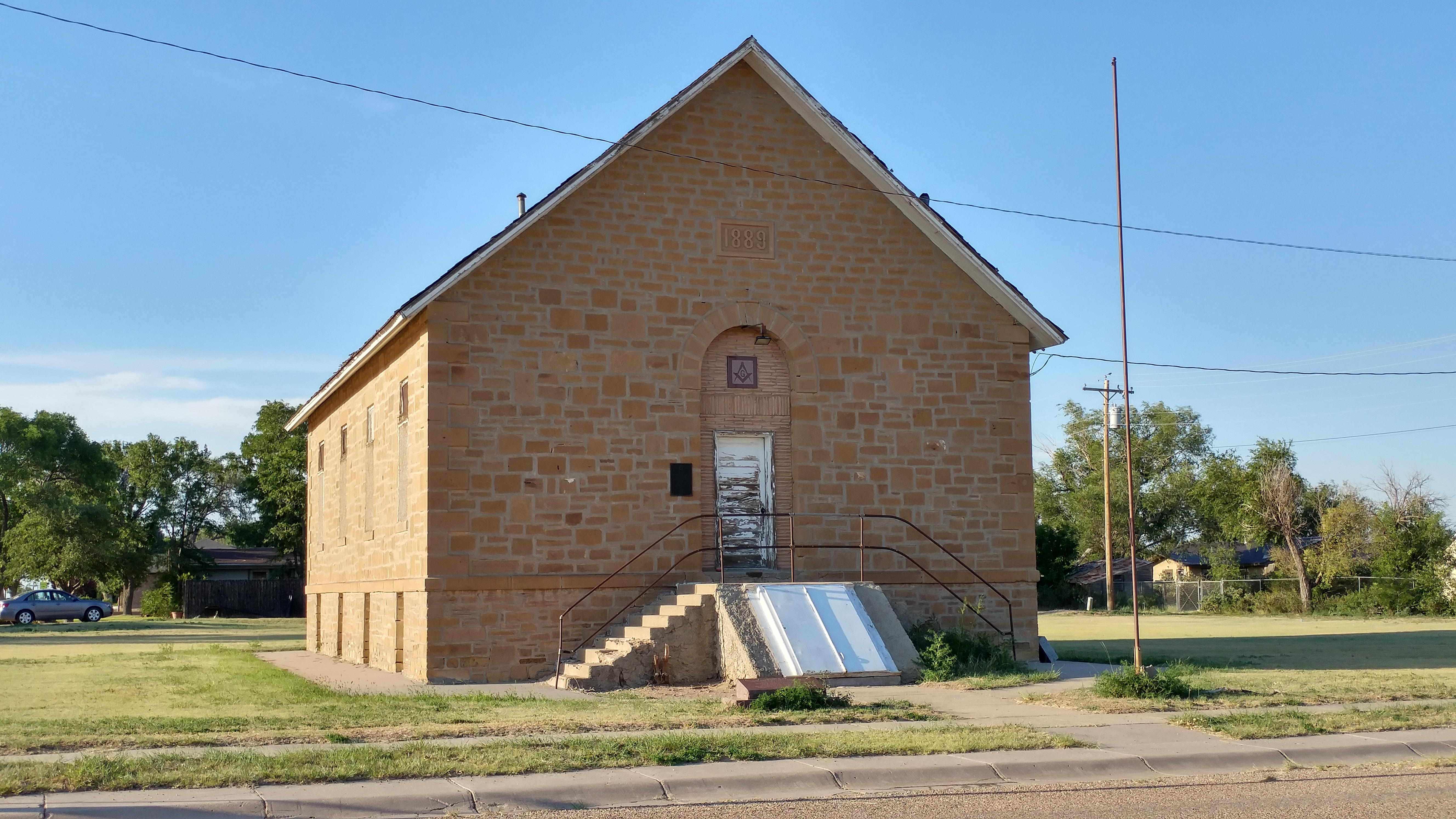
Springfield Schoolhouse (2016). Dieses 1889 erbaute Schulgebäude diente ab 1920 als Freimaurertempel. Im Oktober 1977 wurde es als erstes Objekt des County im Oktober 1977 in das NRHP eingetragen.

Vier Bauwerke, Stätten und historische Bezirke (Historic Districts) des Countys sind im National Register of Historic Places („Nationales Verzeichnis historischer Orte“; NRHP) eingetragen (Stand 28. Juli 2022), darunter zwei Schulen und eine Kirche.

## Orte
Größte Stadt des Verwaltungsbezirks – mit gerade einmal rund 1500 Einwohnern – ist Springfield, in der auch der Verwaltungssitz beheimatet ist. Mit Ausnahme von Walsh sind alle anderen Orte kleinere Siedlungen.
- Atlanta
- Bartlett
- Buckeye Crossroads
- Campo
- Carrizo Springs
- Deora
- Edler
- Frick
- Graft
- Harboro
- Liberty
- Lycan
- Midway
- Pritchett
- Springfield
- Stonington
- Two Buttes
- Utleyville
- Vilas
- Walsh